# Log Horizon
Log Horizon (japonsky ログ・ホライズン, Rogu Horaizun) je japonská knižní série, kterou píše Mamare Tóno a ilustruje Kazuhiro Hara. Od roku 2010 jsou jednotlivé kapitoly zveřejňovány na uživatelské literární stránce Šósecuka ni naró. Sérii později odkoupila společnost Enterbrain, která ji vydává od března 2011 ve formě light novel. Yen Press vydal v roce 2015 první svazek v angličtině. Příběh se točí okolo stratéga Široa a jeho dalších spoluhráčů MMORPG Elder Tale, kteří jsou do hry přesunuti po jednom z jejích updatů.
Dle série vzniklo pět adaptací v podobě mangy, z čehož jedna je založena na hlavní příběhové linii a zbylé čtyři se točí okolo jednotlivých postav. Adaptace v podobě televizního anime seriálu byla vysílána od října 2013 do března 2014 na telezivní stanici NHK Educational TV. O její produkci se postaralo studio Satelight. Studio Deen stojí za produkcí druhé a třetí řady. Druhá řada byla premiérově vysílána od října 2014 do března 2015 a třetí od ledna 2021.

## Příběh
S jedenáctým rozšířením získala MMORPG Elder Tale (japonsky エルダー・テイル, Erudá Teiru) celosvětový úspěch a milionovou základnu hráčů. V době, kdy hra dostala své dvanácté rozšíření s názvem Homesteading the Noosphere (japonsky ノウアスフィアの開墾, Nóasufia no kaikon; někdy překládáno jako Novasphere Pioneers), bylo 30 000 hráčů, kteří byli právě v době updatu připojeni ke hře, přesunuto do virtuálního světa namísto svých herních postav. Kvůli jistým okolnostem se introvertní hráč Široe rozhodne vytvořit se svými kamarády, Naocugim a Akacuki, skupinu, aby mohli čelit nástrahám hry, která se nyní stala jejich novou realitou.

## Média

### Light novel
Autorem knižní série Log Horizon je Mamare Tóno. Poprvé se objevila 13. dubna 2010 na uživatelské literární stránce Šósecuka ni naró. Od března 2011 ji vydává nakladatelství Enterbrain ve formě light novel. Americké nakladatelství Yen Press sérii licencovalo a publikuje ji od roku 2015 v anglickém překladu.

### Anime
O produkci televizního anime seriálu se postaralo studio Satelight. 25dílů řady bylo premiérově vysíláno od 5. října 2013 do 22. března 2014 na televizní stanici NHK Educational TV. Společnost Crunchyroll ji souběžně streamovala v Severní Americe a dalších částech světa.
Studio Deen stojí za výrobou druhé řady, která se premiérově vysílala od 4. října 2014 do 28. března 2015. Společnost Sentai Filmworks licencovala obě dvě řady, aby je v Severní Americe vydala na DVD a Blu-ray discích. Mimo jiné společnost ztratila práva na streamování první řady, které následně koupilo Funimation. Úvodní znělkou obou řad se stala píseň „database“ od skupiny Man with a Mission, ve které se objevil zpěvák Takuma. Závěrečnou znělkou první řady je „Your song*“ a druhé „Wonderful Wonder World*“, obě dvě ztvárnila zpěvačka Yun*chi.
Třetí řada seriálu, Log Horizon: Entaku hókai (japonsky ログ・ホライズン 円卓崩壊), o 12 dílech měla být původně uvedena v říjnu 2020. Kvůli pandemii covidu-19 však byla odložena na příští rok. Měla premiéru 13. ledna 2021. Třetí řada je pojmenována po 12. svazku internetového románu a pracoval na ni stejný produkční štáb jako na druhé řadě. Funimation licencovalo řadu v Severní Americe, na Britských ostrovech, v Mexiku a Brazílii, Wakanim v Evropě a AnimeLab v Austrálii a na Novém Zélandu.